# Marrone pastello
Marrone pastello è il colore mostrato a destra. È un marrone molto chiaro e molto simile all'écru.